# 99915 Henarejos
99915 Henarejos este o planetă minoră (asteroid) din Mars-crossing asteroid⁠(d). A fost descoperită pe 2 octombrie 1997 la Caussols de OCA-DLR Asteroid Survey⁠(d). 
Obiectul prezintă o orbită caracterizată de o semiaxă mare de 2,6954723468279 UAi, o excentricitate de 0,40403110640505, o înclinație de 3,0243294915211 ° în raport cu ecliptica.